# Vlucht van een kaketoe

De bewegende serie van Muybridge uit 1887

Vlucht van een kaketoe is een kunstwerk in Amsterdam-Zuid.
Het kunstwerk bestaande uit 27 panelen is geplaatst in de voet- en fietstunnel gelegen onder de President Kennedylaan richting Martin Luther Kingpark. Het viaduct, bekend als brug 446, werd in de periode 2004 tot 2008 opgefleurd door een collage van kunstenaar Jeroen Werner. Werner liet zich daarbij inspireren door een aantal foto’s van de fotograaf Eadweard Muybridge. Die fotografeerde onder meer dieren in beweging, met wellicht als bekendste een paard in galop. Werner gebruikte voor zijn collage de vlucht van een grote geelkuifkaketoe (Cackatoo Flying) en liet zevenentwintig afbeeldingen daarvan overzetten naar emailstalen platen. Deze werden in serie geplaatst op de tunnelwanden van brug 446, die 37 meter lang is. Een achtentwintigste paneel ontbreekt omdat een van tunnelwanden onderbroken is voor een trap naar de voormalige eindhalte/keerlus van de voormalige tramlijn 25. Bij in de juiste richting door de tunnel te rijden, lijkt het of de kaketoe met de reiziger meevliegt. De brugpijlers/dragende zuilen zorgen daarbij aanvullend voor een stroboscopisch effect.